# Bellerive (Vaud)
Pour les articles homonymes, voir Bellerive.
Bellerive est une ancienne commune vaudoise et une localité suisse de la commune de Vully-les-Lacs, située dans le district de la Broye-Vully.

## Géographie
Bellerive, situé à une altitude moyenne de 333 m, se trouve sur le versant sud du Mont Vully, entre les lacs de Neuchâtel et Morat, à 5 km au nord d’Avenches. Le territoire de l'ancienne commune de Bellerive s'étendait jusqu'à la rive du lac de Morat, des deux côtés de l'embouchure de la Broye. La majeure partie du village de Salavaux (436 m), situé à l'embouchure de la Broye, ainsi que les villages de Cotterd (481 m), perché sur le Vully, et de Vallamand-Dessous (433 m), sur la rive ouest du lac de Morat, faisaient partie de l'ancienne commune de Bellerive.
En 1997, le territoire était constitué de 22 % de zones bâties, de 10 % de zones forestières, de 64 % de zones agricoles, et d’un peu moins de 4 % de terres improductives[réf. nécessaire].

### Cotterd
Cotterd est un village de la commune de Vully-les-Lacs, situé entre Bellerive et Salavaux et était l’ancien centre de la commune de Bellerive avec l’administration communale, l’église, le collège et autrefois la laiterie. De nos jours ne restent plus que l’église Saint-Sévrin (1702), la cure (1752) et le collège.

### Salavaux

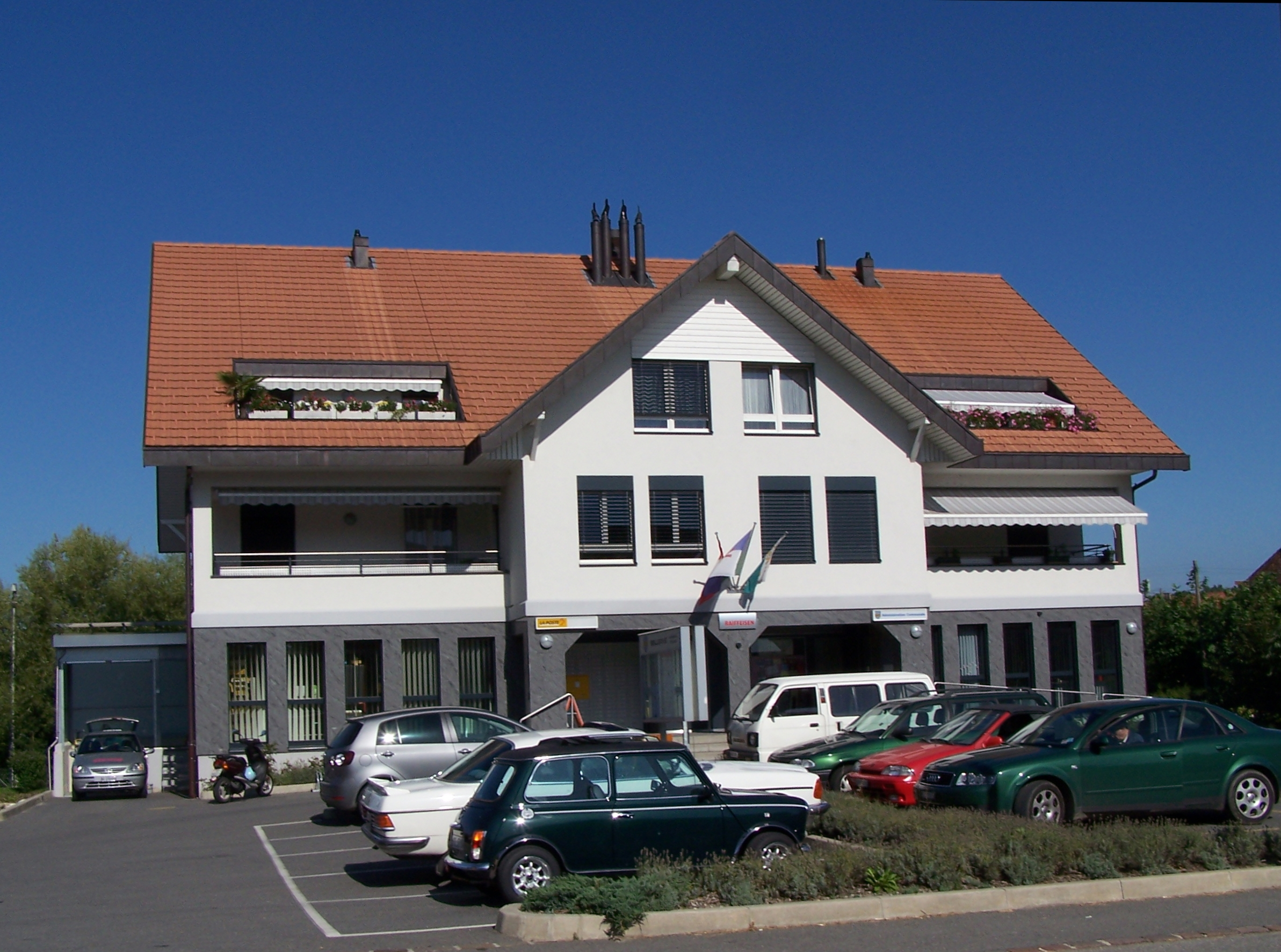
La maison communale de Vully-les-Lacs, à Salavaux.

La majeure partie du village de Salavaux était autrefois située sur la commune de Bellerive, l’autre partie appartenait à la commune de Constantine. Salavaux est le village est le plus important de la commune de Vully-les-Lacs ; on y trouve la poste, l’administration communale et la plupart des commerces de la commune. À l’entrée du village en venant depuis Avenches se trouve une salle polyvalente, qui a été construite par les communes de Constantine, Bellerive, Montmagny et Chabrey. Le village possédait autrefois également un château (sur la commune de Constantine), construit à l'origine au XIIIe siècle et possédant encore une tour ronde datant du temps de sa fondation.

### Vallamand-Dessous

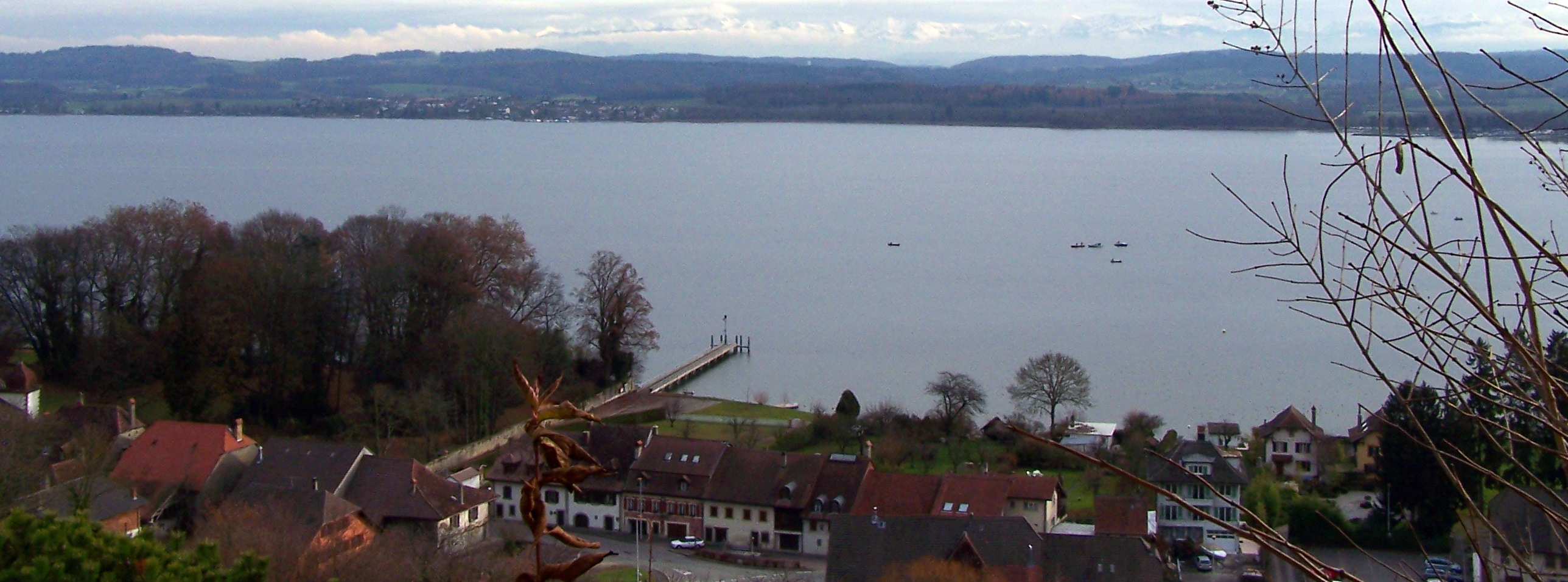
Le débarcadère de Vallamand vu de Cotterd.

Vallamand-Dessous se situe sur la rive ouest du lac de Morat et possède un débarcadère. Le château, qui fut depuis sa construction, au début du XVIIIe siècle le lieu de résidence du Maître de Bellerive, se trouve à Vallamand-Dessous.

## Population
Avec 632 habitants (fin 2010), Bellerive appartenait aux petites communes du canton de Vaud. La population de Bellerive s’élevait à 402 habitants en 1850, puis 487 habitants en 1900. Après que le nombre d'habitants ait diminué jusqu’à 412 en 1970, un accroissement significatif de la population a été enregistré depuis lors. La langue officielle est le français, parlée par 61,7 % de la population, 28,2 % de la population parle allemand et 2,7 % portugais (2000). La population est à 65 % protestante et un peu plus de 20 % catholique.
Les habitants étaient surnommés les Grenouilles.

## Économie
Bellerive fut un village fortement marqué par l’agriculture jusqu’à la seconde moitié du XXe siècle. Les agriculteurs et viticulteurs ont encore de nos jours un rôle essentiel dans la structure du village.

## Transports
La sortie de l'autoroute A1 à Avenches se situe à moins de 7 km. Les gares les plus proches sont celles d’Avenches et d'Anet. Un service de bateaux relie Vallamand-Dessous à Morat. Le servie PubliCar est également disponible, comme dans tout le reste du district.

## Histoire
Le territoire de la commune de Bellerive fut peuplé assez tôt. Les traces les plus anciennes sont les restes d’un village lacustre vers Vallamand-Dessous qui remontent à l’âge du bronze. Le premier document mentionnant le lieu date de 1228 avec le nom Balariva. Des versions latinisées apparaissent plus tard, Pulchra ripa (1240) et Bellariva (1299).
Bellerive fut subordonnée aux maîtres de Grandcour durant le XIVe siècle avant de passer sous l'influence de la maison de Savoie en 1397. Avec la conquête du pays de Vaud par Berne, Bellerive fut rattaché au bailliage d’Avenches. En 1798, sous la République helvétique, après la chute de l’Ancien Régime, Bellerive et l'entier de l'ancien District d'Avenches furent durant plus de 2 ans annexés au canton de Fribourg. Mais sous la pression des habitants, mécontents de cet état de fait, finirent par obtenir leur rattachement au Canton du Léman. Puis l’Acte de médiation rattacha Bellerive et le reste du district au canton de Vaud, enclavé dans le canton de Fribourg. Jusqu’en 1811, Bellerive, Constantine et Montmagny ne formaient alors qu’une seule et unique commune.

### Héraldique
|  | Bellerive (Vaud) possède des armoiries dont l'origine et le blasonnement exact ne sont pas disponibles. |

## Fusion de communes
Au 1er juillet 2011, Bellerive fusionne avec les communes de Chabrey, Constantine, Montagny, Mur, Vallamand et Villars-le-Grand pour former la nouvelle commune de Vully-les-Lacs.